# Perseguição religiosa no mundo muçulmano
O sectarismo religioso no mundo islâmico é uma questão enfrentada pelas diversas religiões da região que é o berço do monoteísmo e persiste até os dias de hoje. Ela se intensificou como um precedente do inverno árabe da Guerra do Iraque a Guerra do Golfo. Eventos relacionados mataram desde 2001 mais de 4 milhões de pessoas no Iraque, Afeganistão e Paquistão. Esse conceito é muito criticado pelo fato da elite política de países como Síria não se preocuparem com a origem social dos receptores de programas sociais e que dava autonomia para que a sociedade civil se auto-regulasse, inclusive as igrejas da região.

## Perseguição por país

### Birmânia
Os ruaingas desde a ascensão do fundamentalismo budista nos anos 10 do século XXI tem sido perseguidos pela sua fé em Allah.

### Iraque
Na cidade de Tal Afar, em março de 2007, houve o maior massacre contra xiitas no Iraque, matando 152 pessoas. O EI também foi responsável por outro massacre no Iraque em 2014 quando matou 5000 yazidis em Sinjar.

### Síria
Os drusos foram perseguidos desde a década de 50 pelo governo de Adib Shishakli. Atualmente, os ateus na Síria são perseguidos por paramilitares rebeldes da oposição síria durante o período do Inverno árabe. A primavera árabe teve um forte impacto sob a oposição a ponto do lema dela ser: "Alauítas para o túmulo e os cristãos para Beirute". Durante o conflito na atualidade, se teve o massacre de Sadad, o segundo maior massacre da história do Oriente Médio contra os cristãos e o maior massacre contra esta religião da história da Síria. Os alauítas por terem se associado ao Estado sírio, também sofreram massacres. Houve também em 2015 a extinção de 2 cidades cristãs no Levante pelo Al-jayš as-suri al-ħurr, o que levou ao deslocamento forçado de 80 mil pessoas Sedqi al-Maqet, membro da minoria drusa da Síria, denunciou que a Shabak estava armando rebeldes fundamentalistas para cometerem massacres. Segundo Aron Lund que escreve para a Fundação Carnegie para Desenvolvimento Internacional da Paz, não existe grupo rebelde secular ou que respeite os direitos humanos naquele país. Os grupos de oposição também tem perseguido e assassinado jornalistas de outras religiões e lideranças cristãs tem declarado apoio militar ao governo. O EI também tem destruído o patrimônio histórico em Palmira para combater a idolatria, embora sejam ídolos de religiões extintas. Os curdos do YPG também tem travado conflito contra cristãos

### Líbano
Massacres contra cristãos foram perpetrados no país ao longo das décadas de 70 e 80. Apesar disso, os maiores massacres foram de cristãos contra muçulmanos. Atualmente, devido ao envolvimento persa na política libanesa, existe uma hostilidade violente com relação aos xiitas desde a entrada do Hezbollah no conflito sírio.

### Jordânia
Ateus tem restrições na sua liberdade de expressão pelas leis antiblasfêmia. O projeto do Estado Islâmico surgiu nesse país antes da guerra do Iraque, no ano 2000 e o governo jordaniano inclusive está treinando militantes do EI desde 2012.

### Israel
No país, devido a forte presença no imaginário da sociedade israelense a discriminação contra semitas, existe uma crescente violência contra os cristãos por serem de maioria palestina e árabe.

### Turquia
Massacres de alevis eram tradicionais desde o surgimento do Império Otomano, mas se intensificaram desde 1978 quando um grupo paramilitar chamado de Lobos Cinzentos matou 1200 alevitas em Maraş na Turquia.

### Líbia e Egito
O governo de Muammar al-Gaddafi fez questão de proteger os cristãos para que em troca se evitasse o envolvimento excessivo deles na política. e lideranças cristãs do país chegaram a afirmar que "Sob Gadhafi, fomos protegidos". Depois dos rebeldes derrubarem Muammar para implantarem a sharia, o Estado Islâmico decapitou 21  cristãos coptas naturais do Egito, levando a entrada do governo egípcio no conflito.

### Afeganistão
O Afeganistão desde os anos 80 tem enfrentado uma guerra sectária entre a maioria sunita comandada pelo talibã e a minoria xiita hazara. Os maiores massacres do país foram em Mazar-i-Sharif em 1997, matando 3000 pessoas e Yakawlang em 2001, quando matou 170 pessoas.

### Paquistão
O Paquistão também compartilha massacres dessa natureza desde os anos 80, sendo que os principais foram em Quetta em janeiro de 2013, matando 115 pessoas e em fevereiro do mesmo ano e na mesma cidade, matando 110.

### Arábia Saudita
Desde que a Arábia Saudita iniciou uma campanha militar contra os xiitas do Iêmen, o Estado Islâmico tem ganho espaço em 2015 e perpetrado massacres em mesquitas, sendo que o maior deles foi em Saná, matando 150 pessoas.